# Ян Шпорек
Ян Шпорек (пол. Jan Szporek, 1847 — 1923) — архітектор.

## Біографія
До 1890 року працював ад'юнктом будівництва в магістраті Станіславова (тепер Івано-Франківськ). Був відповідальний за спорудження великої кількості громадських споруд міста. 1900 року обраний «радним другого кола» у гмінній раді Яремча-Дори. Був членом Політехнічного товариства у Львові від 4 січня 1879 року по 1890 рік. Член Товариства наукової допомоги для Князівства Цешинського. Власник будівельної фірми. Керував спорудженням житлового будинку біля костелу Єзуїтів на вулиці Грюнвальдській, 3 (1895, архітектор Станіслав Кшижановський), спорудженням міського театру (архітектор Юзеф Лапіцький). Спроектував казарми на вулиці Заболотівській (1878, тепер вулиця Василіянок), кілька власних будинків ймовірно на нинішній вулиці Чорновола. За його проектом зведено віллу на вулиці Матейка, 6. Спорудив кілька вілл і ресторан у Яремчі (1890-ті). В місті Єзупіль спроектував будинок «Сокола». Там же реконструював домініканський костел, пошкоджений під час Першої світової війни. Від 1920 року однак будівництво велось вже за проектом іншого архітектора — Зигмунта Бокуна.